# Цитрусоводство на Кубе
Выращивание цитрусовых культур на Кубе - составная часть сельского хозяйства и одна из значимых отраслей экономики Кубы.

## История
По состоянию на начало 1930-х годов Куба представляла собой типичную тропическую полуколониальную страну. Основой экономики являлось монокультурное сельское хозяйство. Основными экспортными товарами являлись тростниковый сахар и табак (в 1934 году они составляли свыше 90 % объёма экспорта), в меньшей степени — кофе, какао, тропические фрукты (бананы, ананасы, грейпфруты и др.), кокосовые орехи и ценные породы дерева. При этом, посевы зерновых для внутреннего употребления были сравнительно невелики, и не обеспечивали потребности страны в продовольствии (35 % импорта составляли продукты питания).
К началу 1950-х годов под всеми фруктовыми культурами (помимо цитрусовых, включавших ананасы, бананы, кокосовые пальмы и др.) находилось 4,1% всех обрабатываемых сельскохозяйственных земель страны. В 1950-е годы площади под цитрусовыми на Кубе составляли около 12 тыс. гектаров, среднее годовое производство - около 60 тыс. тонн (из них примерно 18 тыс. тонн экспортировали в США в свежесобранном виде, не перерабатывая).
В 1956 году под сахарным тростником было занято 56 % всех обрабатываемых земель сельскохозяйственного назначения, импортировалось 40 % продовольствия.

### 1959—1991
После победы Кубинской революции в январе 1959 года США прекратили сотрудничество с правительством Ф. Кастро и стремились воспрепятствовать получению Кубой помощи из других источников. Власти США ввели санкции против Кубы, а 10 октября 1960 года правительство США установило полное эмбарго на поставки Кубе любых товаров (за исключением продуктов питания и медикаментов).
Тем не менее, в 1959 году было собрано 86 тыс. тонн цитрусовых.
Во второй половине 1963 года правительство Ф. Кастро выступило с программой экономического развития страны, предусматривавшей первоочередное развитие производства сахара и других экспортных отраслей с целью создания на этой основе накоплений для последующей индустриализации. 
- В ходе выполнения программы, в 1960е годы началась программа комплексного развития острова Пинос, в соответствии с которой на острове были заложены цитрусовые плантации общей площадью 45 тыс. га и 45 водохранилищ, началась прокладка дорог и строительство жилья для сельхозрабочих. В дальнейшем, остров стал одним из центров производства грейпфрутов, апельсинов и мандаринов[12].
- в 1966 году положение в сельском хозяйстве страны осложнилось в связи с ущербом, нанесённым циклонами «Альма» (в июне 1966 года) и «Инес» (в сентябре – октябре 1966 года). Тем не менее, в 1966 году площадь цитрусовых садов и плантаций составляла 30,7 тыс. гектаров, сбор цитрусовых - 169,8 тыс. тонн[13]

В результате механизации сельского хозяйства, увеличения использования удобрений, орошения и иных мероприятий к 1970 году общая площадь под посадками цитрусовых в государственном секторе экономики составила 33 тыс. гектаров. В это время цитрусоводство (апельсины, грейпфруты и др.) являлось главной отраслью плодоводства страны, его основными центрами были остров Пинос, районы Гуане-Мантуа (в провинции Пинар-дель-Рио) и Сьего-де-Авила - Морон (в провинции Камагуэй).
В 1971 году общая площадь под посадками цитрусовых составила 46,5 тыс. гектаров, урожай цитрусовых - 164 тыс. тонн.
12 июля 1972 года Куба вступила в СЭВ, и правительством Кубы была принята «комплексная программа социалистической экономической интеграции», в соответствии с которой были определены внешнеэкономические приоритеты в товарообороте с социалистическими странами (позднее, в соответствии с соглашением о сотрудничестве в сельском хозяйстве с Вьетнамом, при помощи кубинских специалистов началось создание во Вьетнаме цитрусового хозяйства по выращиванию апельсинов площадью 500 гектаров).
В 1975 году сбор цитрусовых составил 170 тыс. тонн, в 1980 году - 444 тыс. тонн, в 1981 году - 474 тыс. тонн.
В начале 1980-х годов в связи со снижением мировых цен на сахар, поступления в бюджет несколько уменьшились, и с 1981 года правительство Кубы увеличило производство цитрусовых (на экспорт) и корнеплодов (для внутреннего рынка).
В 1985 году имело место некоторое сокращение посевных площадей основных сельскохозяйственных культур (главным образом, за счёт уменьшения площадей под кормовыми культурами, а также картофелем и овощами открытого грунта), при этом были увеличены площади под кукурузой, табаком и цитрусовыми (на 3% - до 130 тыс. га). Урожайность цитрусовых повысилась с 60,6 до 71,7 центнеров с га.
В 1986 году положение в сельском хозяйстве осложнили ураган "Кейт" и начавшаяся засуха 1986-1987 гг. (для преодоления последствий которых капитальные вложения в АПК были увеличены). Тем не менее, в 1986 году сбор цитрусовых составил 786 тыс. тонн. При этом, больше половины урожая в 1980е годы уходило на экспорт. Одновременно расширялась промышленность по их переработке в консервы и соки.
В 1988 году сбор цитрусовых составил 977 тыс. тонн.

### После 1991
Распад СССР и последовавшее разрушение торгово-экономических и технических связей привело к ухудшению состояния экономики Кубы в период после 1991 года. Правительством Кубы был принят пакет антикризисных реформ, введён режим экономии.
В октябре 1992 года США ужесточили экономическую блокаду Кубы и ввели новые санкции (Cuban Democracy Act). 
В 1995 году сбор цитрусовых составил 700 тыс. тонн.
12 марта 1996 года конгресс США принял закон Хелмса-Бёртона, предусматривающий дополнительные санкции против иностранных компаний, торгующих с Кубой. Судам, перевозящим продукцию из Кубы или на Кубу, запрещено заходить в порты США. 
В 1999 году институт тропических культур министерства сельского хозяйства Кубы начал издание журнала "CitriFrut", посвящённого вопросам цитрусоводства и тропического плодоводства.
В 2002 году сбор цитрусовых составил 477 701 тонн, однако после обрушившихся в 2005 году на Кубу ураганов «Dennis» и «Wilma» площадь садов значительно сократилась (с 66,1 тыс. га в 2004 году до 60,5 тыс. га в 2006 году) и урожаи уменьшились. 
В 2006 году сбор цитрусовых составил 373 тыс. тонн (178,4 тыс. тонн апельсинов, 169,5 тыс. тонн грейпфрутов и 6,1 тыс. тонн лимонов).
В 2007 году сбор цитрусовых составил 469 000 тонн, в 2008 году (после ураганов «Густав» и «Айк» и в условиях мирового экономического кризиса) он составил 391 800 тонн, в 2009 году - 418 000 тонн, в 2010 году - 345 000 тонн.

## Современное состояние
Цитрусовые выращивают на коричневых и жёлтых аллитных почвах. Производство цитрусовых сосредоточено в восьми из 14 провинций Кубы, главным центром является остров Хувентуд. Часть фруктов перерабатывается на предприятиях пищевой промышленности страны (они используются при изготовлении спиртных напитков, безалкогольных напитков, кондитерских изделий и др.). Кроме того, цитрусовые и получаемые при их переработке вещества (лимонная кислота, цитрат калия и др.) используют в фармацевтической промышленности страны для производства лекарств.
По состоянию на начало 2012 года США, КНР, Таиланд и Куба входили в число крупнейших производителей грейпфрутов в мире.